# 아메리칸 뱅크 센터
아메리칸 뱅크 센터(American Bank Center)은 미국 텍사스주 코퍼스크리스티에 위치한 실내 경기장이다. 과거 CHL 코퍼스 크리스티 아이스레이스의 홈경기장으로 사용했다.